# Mezőtúr
Mezőtúr é uma cidade da Hungria, situada no condado de Jász-Nagykun-Szolnok. Tem 289,72 km² de área e sua população em 2019 foi estimada em 16.086 habitantes.